# BSD

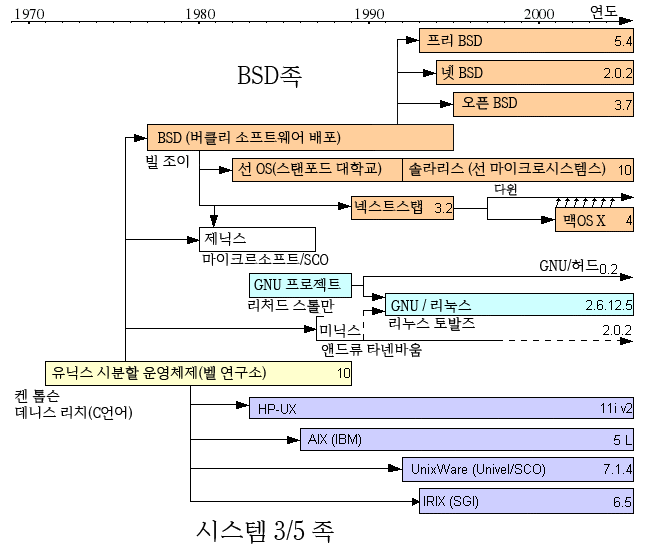
BSD의 족보.

BSD(Berkeley Software Distribution)는 1977년부터 1995년까지 미국 캘리포니아 대학교 버클리(University of California, Berkeley)의 CSRG(Computer Systems Research Group)에서 개발한 유닉스 운영 체제이다. 오늘날 BSD라는 용어는 유닉스 계열 운영 체제 계열에서 분기되어 형성된 BSD 파생판을 두루 가리키는 용어로 자리잡혀 있다. 오리지널 BSD 코드로부터 파생된 운영 체제들은 현재까지도 활발히 개발되고 널리 사용되고 있다.
역사적으로 BSD는 버클리 유닉스(Berkeley Unix)라는 유닉스의 갈래로 간주되는데, 그 까닭은 오리지널 AT&T 유닉스 운영 체제의 초기 코드 기반과 디자인을 공유하기 때문이다. 1980년대에 BSD는 DEC ULTRIX, 썬 마이크로시스템즈 SunOS와 같은 사유 유닉스 변종의 형태로 워크스테이션 계열 시스템의 업체들에 널리 채택되었다. 이는 라이선스를 받기 쉽고, 수많은 기술 회사들의 창립자들이 느꼈던 친숙함 때문이다.
이러한 사유 BSD 파생판들은 1990년대에 유닉스 시스템 V 릴리스 4 및 OSF/1 시스템으로 인해 빛을 보지 못했지만(둘 다 BSD 코드 및 기타 현대 유닉스 시스템의 기초를 통합하고 있었음) 나중에 BSD 릴리스들은 FreeBSD, 오픈BSD, NetBSD, TrueOS와 같은 진행 중인 몇 가지 오픈 소스 개발 프로젝트들의 기초를 제공하였다. 다시 말해, 윈도우 NT 3.1의 TCP/IP 네트워킹 코드나, 애플의 OS X과 iOS의 기초 대부분과 같이 현대의 사유 운영 체제에 부분적으로나 전체적으로 포함되었다는 것을 의미한다.

## 역사

### PDP-11 초기
1970년대 벨 연구소의 유닉스 초기 배포판들은 운영 체제에 대한 소스 코드를 포함했으며 대학교의 연구원들이 유닉스를 수정하고 확장할 수 있게 했다. 버클리의 최초의 유닉스 시스템은 1974년 설치된 PDP-11이며 컴퓨터 과학부는 그 뒤 대형의 연구를 위해 이를 사용하였다.
최초의 버클리 소프트웨어인 1BSD는 1978년 3월 9일 출시되었다.
2BSD는 1979년 5월 출시되었다.

### VAX 버전
- 4BSD
- 4.1BSD
- 4.2BSD

### 4.3BSD
- 4.3BSD는 1986년 6월 출시되었다. 4.2BS의 새로운 기여분들 가운데 상당수 성능이 개선된 것이 주요 변경 사항이다. 이전 판들과 달리 BSD의 TCP/IP 구현은 BBN의 공식 구현과 상당히 다르다.
- 4.3BSD-Reno는 1990년 초에 출시되었다. 4.4BSD의 초기 개발 동안의 중간 릴리즈이다.

### 4.4BSD 및 파생
- 1994년 6월 4.4BSD가 두 가지 형태로 출시되었다.: 4.4BSD-Lite (AT&T 소스 미포함), 4.4BSD-Encumbered (AT&T 라이선스에만 적용)
- 4.4BSD-Lite 릴리즈 2 (버클리판)

애플의 OS X의 기반이 되는 다윈 시스템은 4.4BSD-Lite2와 FreeBSD의 파생이다. 솔라리스와 같은 다양한 상용 유닉스 운영 체제들은 상당한 양의 BSD 코드를 포함하고 있다.

## 주요 BSD 파생 운영 체제들
- FreeBSD
  - 애플 다윈
  - TrueOS(구 PC-BSD)
  - GhostBSD
  - MidnightBSD
- OpenBSD
- NetBSD

## 같이 보기
- BSD 데몬
- BSD 사용 허가서

## 참고 문헌
- Peter H. Salus, A Quarter Century of UNIX (Addison Wesley, June 1, 1994; ISBN 978-0-201-54777-1)